# Tang Weifang
Tang Weifang (chinesisch 唐衛芳 / 唐卫芳, Pinyin Táng Wèifāng, * 1978) ist eine chinesische Gewichtheberin.

## Werdegang
Tang Weifang stammt wie viele andere erstklassige Gewichtheberinnen der chinesischen Nationalmannschaft aus der Provinz Shandong. Sie begann 1990 im Alter von zwölf Jahren mit dem Gewichtheben. Aufgrund ihrer guten Leistungen wurde sie 1994 in das chinesische Nationalteam aufgenommen und bereits ein Jahr darauf wurde sie Weltmeisterin im heimischen Guangzhou. Bis 1999 erzielte sie Erfolg auf Erfolg. Ihr Meisterstück lieferte sie dabei bei der Weltmeisterschaft 1997 in Chiang Mai, wo sie aus taktischen Gründen mit einem Körpergewicht, das nur wenige Gramm über der untersten Grenze lag, startete und trotzdem den Titel gegen ihre fast 7 kg schwereren Gegnerinnen gewann. Im Jahr 2000 konnte sie wegen der Quotenregelung des internationalen Gewichtheberverbandes nicht bei den Olympischen Spielen 2000 in Sydney starten. Sie beendete daraufhin ihre aktive Laufbahn und widmete sich ihrem Studium.

## Internationale Erfolge/Mehrkampf
(WM = Weltmeisterschaft, KG = Körpergewicht)
- 1995, 1. Platz, WM in Guangzhou, bis 70 kg KG, mit 225 kg, vor Li Hongyun, China, 217,5 kg und Milena Trendafilowa, Bulgarien, 215 kg;
- 1996, 1. Platz, WM in Warschau, bis 70 kg KG, mit 222,5 kg, vor Irina Kasimowa, Russland, 212,5 kg und Kim Dong-Hee, Südkorea, 212,5 kg;
- 1997, 1. Platz, WM in Chiang Mai/Thailand, bis 83 kg KG, mit 260 kg, vor María Isabel Urrutia, Kolumbien, 235 kg und Moukhin Aye, Myanmar, 227,5 kg;
- 1998, 1. Platz, Studenten-WM in Tel Aviv, bis 69 kg KG, mit 242,5 kg, vor Liu Hsiu-Lin, Taiwan, 187,5 kg und Eva Dimas, El Salvador, 180 kg;
- 1998, 1. Platz, WM in Lahti, bis 69 kg, mit 240 kg, vor Wu Mei-Yi, Taiwan, 227,5 kg und Irina Kasimowa, 225 kg;
- 1999, 1. Platz, Studenten-WM in Chiba/Japan, bis 75 kg, mit 245 kg, vor Lin Yi-Ting, Taiwan, 215 kg und Jeane Lassen, Kanada, 212,5 kg

## Medaillen Einzeldisziplinen
- WM-Goldmedaillen: 1995, Stoßen, 127,5 kg – 1996, Stoßen, 127,5 kg – 1997, Reißen, 117,5 kg – 1997, Stoßen, 142,5 kg – 1998, Reißen, 110 kg – 1998, Stoßen, 130 kg
- WM-Silbermedaillen: 1995, Reißen, 97,5 kg – 1996, Reißen, 95 kg

## Chinesische Meisterschaften
- 1996, 1. Platz, bis 70 kg KG, mit 227,5 kg, vor Lin Weining, 222,5 kg;
- 1999, 1. Platz, bis 75 kg, mit 255 kg

## Weltrekorde
- 105,5 kg, 1998, Reißen, bis 69 kg,
- 110 kg, 1998, Reißen, bis 69 kg,
- 110,5 kg, 1998, Reißen, bis 69 kg,
- 133 kg, 1998, Stoßen, bis 69 kg,
- 240 kg, Zweikampf, 1998, bis 69 kg,
- 242,5 kg, 1998, Zweikampf, bis 69 kg,
- 116 kg, 1999, Reißen, bis 75 kg,
- 140,5 kg, 1999, Stoßen, bis 75 kg,
- 141 kg, 1999, Stoßen, bis 75 kg,
- 255 kg, 1999, Zweikampf, bis 75 kg

| Personendaten    | Personendaten                                                   |
| ---------------- | --------------------------------------------------------------- |
| NAME             | Tang, Weifang                                                   |
| ALTERNATIVNAMEN  | 唐衛芳 (chinesisch); 唐卫芳 (chinesisch); Táng Wèifāng (Pinyin) |
| KURZBESCHREIBUNG | chinesische Gewichtheberin                                      |
| GEBURTSDATUM     | 1978                                                            |